# Hyperlais nemausalis
Hyperlais nemausalis is een vlinder uit de familie grasmotten (Crambidae). De wetenschappelijke naam is voor het eerst geldig gepubliceerd in 1834 door Philogène-Auguste-Joseph Duponchel.
De soort komt voor in Frankrijk, Spanje, Italië, Malta, Kroatië, Servië, Noord-Macedonië, Griekenland en Turkije.